# Mephritus flavipes
Mephritus flavipes är en skalbaggsart som först beskrevs av Pierre Émile Gounelle 1909.  Mephritus flavipes ingår i släktet Mephritus och familjen långhorningar. Inga underarter finns listade i Catalogue of Life.